# Telequote
Telequote est un système d'information financière en direct lancé en 1964 par la société Teleregister, qui est immédiatement intégrée au sein d'un ensemble plus grand, Bunker Ramo.
Concurrent du Quotron de Scantlin Electronics et du Stockmaster d'Ultronics Systems et Reuters, tous deux lancés à la même époque ou un peu avant. Il offre les mêmes fonctionnalités : l'accès en temps réel au cours des actions américaines.
Il est à l'origine de la création du premier marché boursier électronique, le NASDAQ américain, créé en 1971, où les actions de 2500 sociétés sont accessibles via ce système de transmission.
Installé en 1964 pour la première fois, le service a 13000 clients dès 1968. Il est diffusé avec l'aide de la compagnie de téléphone AT&T, ce qui amène les autorités de la concurrence américaine, la FCC, à exiger que ce soit une filiale distincte d'AT&T, qui l'opère.